# HD 148427
HD 148427 — звезда в созвездии Змееносца. Находится на расстоянии около 193 световых лет от Солнца. Вокруг звезды обращается, как минимум, одна планета.

## Характеристики
HD 148427 представляет собой оранжевый субгигант — звезду, по размерам и массе превосходящую наше Солнце. Диаметр звезды равен 3,22 солнечного, а масса — 1,45 солнечной. К тому же, HD 148427 ярче нашего дневного светила в 6 раз, хотя температура её поверхности немного уступает солнечной: 5052 градусов по Кельвину против 5778. Возраст звезды оценивается в 2,5 миллиарда лет.

## Планетная система
В 2009 году командой астрономов было объявлено об открытии планеты HD 148427 b. Она представляет собой газовый гигант с массой, близкой массе Юпитера. Планета движется почти по круговой орбите на расстоянии 0,93 а.е. от родительской звезды. Год на ней длится приблизительно 331 суток.